# Эллин, Даг
Даглас Рид «Даг» Эллин (англ. Douglas Reed "Doug" Ellin; род. 6 апреля 1968) — американский сценарист, продюсер и режиссёр, наиболее известный как создатель телесериала HBO «Красавцы». Эллин также был исполнительным продюсером и основным сценаристом сериала, а также режиссёром и сценаристом его кино-адаптации 2015 года. 

## Жизнь и карьера
Эллин родился в Бруклине, Нью-Йорке, в семье Джун и Марвина Эллинов. Он является выпускником Тулейнского университета.
До «Красавцев», Эллин работал в качестве главного сценариста «Жизнь с Бонни», где играла Бонни Хант.
Настоящий успех Эллина пришёл в 2004 году с сериалом «Красавцы». HBO руководило восемью эпизодами и Эллин заключил договор с HBO на восемь сезонов, чтобы продюсировать сериал.
Эллин стал режиссёром и сценаристом кино-адаптации 2015 года «Красавцев».

## Награды и номинации
Эллин был номинирован на четыре премии «Эмми», четыре премии Гильдии сценаристов США, три премии Гильдии продюсеров США и премию BAFTA, а также выиграл премию BAFTA и премию Гильдии продюсеров США.

## Личная жизнь
Эллин женился на Мелиссе Дане Хечт в 1996 году и у них один ребёнок. Он и Хечт впоследствии развелись. Эллин сказал, что персонаж жены Ари Голда в «Красавцах» был основан на его первой жене. Затем, он встречался с Мэдди Дил, которой он впоследствии сделал предложение.

## Фильмография

### Сценарист
| Год       | Название          | Ориг. название   | Роль              | Примечания              |
| --------- | ----------------- | ---------------- | ----------------- | ----------------------- |
| 1993      | Официант          | The Waiter       | сценарист         | независимый фильм       |
| 1993      | The Pitch         | The Pitch        | сценарист         | указан как Даглас Эллин |
| 1996      | Толстяк на пляже  | Phat Beach       | Сценарист         |                         |
| 1998      | Поцелуй понарошку | Kissing A Fool   | сценарист         |                         |
| 2002-2004 | Жизнь с Бонни     | Life With Bonnie | главный сценарист |                         |
| 2004-2011 | Красавцы          | Entourage        | главный сценарист | также создатель         |
| 2015      | Антураж           | Entourage        | сценарист         |                         |

### Продюсер
| Год       | Название | Ориг. название | Роль                    | Примечания  |
| --------- | -------- | -------------- | ----------------------- | ----------- |
| 2004-2011 | Красавцы | Entourage      | исполнительный продюсер | 96 эпизодов |

### Актёр
| Год       | Название          | Ориг. название | Роль         | Примечания                    |
| --------- | ----------------- | -------------- | ------------ | ----------------------------- |
| 1993      | The Pitch         | The Pitch      | неизвестно   | указан как Даглас Эллин       |
| 1998      | Поцелуй понарошку | Kissing A Fool | бармен       |                               |
| 2004-2011 | Красавцы          | Entourage      | Даг/режиссёр | 3 эпизода приглашённая звезда |

### Режиссёр
| Год       | Название          | Ориг. название | Примечания              |
| --------- | ----------------- | -------------- | ----------------------- |
| 1993      | Официант          | The Waiter     | независимый фильм       |
| 1993      | The Pitch         | The Pitch      | указан как Даглас Эллин |
| 1996      | Толстяк на пляже  | Phat Beach     |                         |
| 1998      | Поцелуй понарошку | Kissing A Fool |                         |
| 2010-2011 | Красавцы          | Entourage      | 4 эпизода               |
| 2015      | Антураж           | Entourage      |                         |